# 哈菲茲 (稱謂)
哈菲茲（羅馬化：ḥāfiẓ）字面上解作「守護者」，是現今穆斯林用語，指能夠完全牢記古蘭經的男子。在傳統上，哈菲茲是指熟知及牢記至少十萬條聖訓的學者。

## 概覽
伊斯蘭教先知穆罕默德生活在七世紀的阿拉伯，當時有許多人都是文盲。阿拉伯人只以記憶來保存他們的歷史、家譜及詩詞。穆罕默德所說的詩文在後來集結成古蘭經，他的追隨者將這些詩文牢記下來。
有早期的文獻指出，一些識字的穆斯林在聆聽這些詩文時將它們抄寫下來，但是阿拉伯人當時書寫的文字不帶有母音標記或其他讀音符號以區別字詞，因此，當對詩文的發音存有疑問時，他們所牢記的版本就較所寫下來的可靠。作為吟誦者的哈菲茲會受到高度讚揚，他們優美的吟誦使那些文盲的群眾也能體會詩文。記憶不需要價值高昂的材料（當時的穆斯林世界只有羊皮紙，沒有紙），而且更易保存，手抄本很容易會損毀。古蘭經由眾多哈菲茲牢記，那就不會失落。
即使在哈里發奧斯曼·本·阿凡約於650年至656年間編定了古蘭經，對古蘭經的背誦依然被視為神聖光榮及備受鼓勵的。背誦的版本多如牛毛，大部分哈菲茲只會背誦一個版本，一些專家能背誦多個版本。
在伊斯蘭社會裡，哈菲茲備受尊重，能夠在名字前面加上「哈菲茲」的稱號。他們須通過考核，例如在一种考试中他們會被要求背誦古蘭經裡的其中一節。由於他們在事前並不知道需要背誦哪一節，為求通過，他們必須熟記全文。在另外一种考试中，他們可能被要求背誦出包含一些指定字詞的经文段落。
大部分的哈菲茲兒時在伊斯蘭學校學習，特別是塔吉威德（Tajwid，誦讀學）及發音。古蘭經可分為114個章節，共有6236個詩文（約8萬字）。
在賴買丹月，每天晚上清真寺會進行被稱為泰拉威（Tarawih）的禮拜。泰拉威禮拜包括古蘭經的誦讀。一位哈菲茲會在賴買丹月的三十日內每天誦讀古蘭經的三十分之一。如果聽眾太多，多位哈菲茲會同時在場。如有哈菲茲在誦讀時出錯，其他哈菲茲會作出糾正。
許多學者指出，聖訓提到哈菲茲會在審判日得到獎勵，得以代表十位家庭成員（有說二十五位）求情。
|  | 那些學習並實踐古蘭經的人，他們的父母會在審判日被冠以王冠，王冠的光輝將會超越陽光。 |

|  | 任何熟讀及牢記古蘭經的人都依循它所言而行事，至上的安拉會允許他們進入天堂，並接受他為家庭的十名成員說項，那些人本該受到地獄之火的煎熬。 |

值得注意的是，在古典的阿拉伯語辭典裡，哈菲茲不是指能熟記古蘭經的人，而是指聖訓的學者，特別是那些熟知十萬個聖訓的學者。
現今，古蘭經哈菲茲最多的地方是南亞，特別是巴基斯坦，縱使巴基斯坦不是阿拉伯語國家。

## 練習
牢記古蘭經後，哈菲茲須確保不會忘記，他們須將所學的經文反覆練習。
对于穆斯林来说，對古蘭經的熟記在以往及當今都相當重要，每年也有許多學生精通及牢記古蘭經。